# قناة اوتدور
قناة اوتدور (بالإنجليزية: Outdoor Channel) هو قناة تلفزيونية أمريكية مدفوعة تُركز على الأنشطة الخارجية، وتُقدم برامج تشمل الصيد ،صيد الأسماك وأسلوب الحياة الغربي ورياضة السيارات على الطرق الوعرة والمغامرات. انطلقت القناة في الأول من أبريل عام 1994. يُمكن مشاهدة القناة عبر منصات متعددة، بما في ذلك البث عالي الدقة والفيديو حسب الطلب، بالإضافة إلى موقعها الإلكتروني. في عام 2013، استحوذت شركة كرونكي سبورتس إنتربرايزز على قناة اوتدور.

## وصلات خارجية
- الموقع الرسمي

- Outdoor Sportsman Group

- Outdoor Channel's Online Program Guide نسخة محفوظة 10 أغسطس 2017 على موقع واي باك مشين.

- Down Range TV